# Ringheim
Ringheim ist ein Gemeindeteil des Marktes Großostheim im unterfränkischen Landkreis Aschaffenburg in Bayern. Anders als die anderen Gemeindeteile gehört Ringheim bereits seit der Gründung zu Großostheim.

## Geographie
Die Siedlung Ringheim hat eine  Fläche von 1,32 km²  und liegt auf 135 m ü. NHN auf der Gemarkung von Großostheim. Sie befindet sich unmittelbar an der Kreisstraße AB 8 zwischen Schaafheim (Hessen) und Großostheim, westlich der Siedlung verläuft die Landesgrenze zu Hessen. Im Osten verläuft die Bundesstraße 26, welche das oberfränkische Bamberg mit dem hessischen Wolfskehlen verbindet.

### Nachbarorte
| Stadt Babenhausen   | Stadtteil Babenhausen-Harreshausen          | Gemeinde Stockstadt  |
| Gemeinde Schaafheim | Kompassrose, die auf Nachbargemeinden zeigt | Gemeinde Großostheim |
|                     | Ortsteil Großostheim-Pflaumheim             |                      |

## Etymologie

### Name
Der Ort hat seinen Namen von dem Anfang des 16. Jahrhunderts ausgestorbenen selbständigen Dorf Ringheim übernommen. Frühere Schreibweisen sind „Ringelheim“ und „Ringenheim“. Der Name ist vermutlich alemannischer Herkunft und endete ursprünglich auf -ingen.

## Geschichte

### Das alte Ringheim
Das ausgestorbene Dorf lag westlich von Großostheim. Es wurde im 12. Jahrhundert erstmals urkundlich erwähnt. Archäologische Grabungen bestätigten, dass dort schon in vorgeschichtlicher Zeit eine Siedlung bestand. Bereits im 16. Jahrhundert fiel der Ort nach einer Pestepidemie wüst. Ringenheim wurde im Jahre 1499 das letzte Mal schriftlich genannt. Die Ringheimer Mühle ⊙ ist das letzte noch bestehende Anwesen des alten Ringheims.
In der ehemaligen Waldabteilung Ringheimer Schlag lag am Rand des Großostheimer Unterwaldes nahe der früheren gemeindlichen Sandgrube der sogenannte Hexenkirchhof. Auf dem Sandgrubengelände befindet sich heute das Vereinsgebäude des TSV Ringheim.

### Das neue Ringheim
Das neue Ringheim entstand nach 1945 auf dem Gelände des früheren Luftwaffenflugplatzes Großostheim etwa 2 km nordwestlich des ursprünglichen Dorfes. Nach mehrjährigen Verhandlungen wurde der aufgestellte Siedlungsplan mit dem Bau von 230 Häusern genehmigt. Am 7. Juli 1950 bekam die neue Siedlung in Erinnerung an das mittelalterliche Dorf, auf dessen Gemarkung sie entstanden war, den offiziellen Namen Ringheim. Kirche und Schule wurden dort zunächst in Notunterkünften eingerichtet. 1974 wurde die Piuskirche geweiht. Eine rasche Bebauung mit Industrieansiedlung hat aus dem anfänglich kleinen Ortsteil heute eine ansehnliche Siedlung gemacht.

## Wirtschaft und Infrastruktur

### Unternehmen
Bis in die 1990er Jahre prägte die Textilindustrie das Bild, inzwischen haben sich zahlreiche Firmen aus verschiedenen Wirtschaftsbranchen niedergelassen. Neben der Großostheimer Eder & Heylands Brauerei, welche seit 2010 die komplette Logistik nach Ringheim auslagert, haben sich Nahrungsmittelhersteller wie die Bio-Marke Dennree oder die Salomon Foodworld, aber auch Automobilzulieferer wie die Mahr-Gruppe niedergelassen. Zahlreiche kleinere und größere Unternehmen runden das Portfolio des einstigen Barackendorfes ab.

### Öffentliche Einrichtungen
Ringheim verfügt über eine Zweigstelle der örtlichen Gemeindebücherei.

### Bildung
Ringheim verfügt über ein Kindertageszentrum mit Hort und Krippe sowie über eine Grundschule. Ebenso ist eine Grundschule mit den Jahrgängen 1 bis 4 angesiedelt.

### Verkehr
Mit der Buslinie 53 der VAB, welche den Ort durchquert, besteht an den Bahnhöfen in Babenhausen und Aschaffenburg Anschluss an das Regional- und Fernverkehrsnetz des RMV bzw. der Deutschen Bahn. Über die nahegelegenen Bundesstraßen B 26 und B 469 ist der Gemeindeteil an das Fernstraßennetz angebunden.
Etwa 1 km östlich der Siedlung, am Rande des Unterwaldes, liegt der Flugplatz Aschaffenburg, ein Verkehrslandeplatz für Flugzeuge bis zu 5700 kg. Seit Dezember 2014 ist auf dem Flugplatz ein Hubschrauber der Bundespolizei stationiert. Bis 1976 befand sich der Flugplatz direkt neben den Wohngebieten, 1977 wurde er an die heutige Stelle verlegt. Das alte Flugplatzgelände ist heute Industriegebiet.

### Partnerschaft
Über die katholische Kirchengemeinde St. Pius besteht eine Partnerschaft mit dem französischen Ort Vraux in der Champange.

## Kultur und Sehenswürdigkeiten

### Theater und Museen
Sehr gut erhalten ist im heutigen Ringheimer Industriegebiet „Am Nordring“ ein ehemaliger Forschungsbunker (1943–44) der Luftwaffe, welcher heute zu einer Dokumentations- und Begegnungsstätte umgebaut ist. Außerdem gibt es eine private Galerie, deren Schwerpunkt auf der sogenannten Verschollenen Generation, dem Expressiven Realismus sowie dem deutschen Expressionismus liegt.